# Euphylidorea costata
Euphylidorea costata är en tvåvingeart som först beskrevs av Daniel William Coquillett 1901.  Euphylidorea costata ingår i släktet Euphylidorea och familjen småharkrankar. Inga underarter finns listade i Catalogue of Life.